# Petroica de flancs negres
La petroica de flancs negres (Poecilodryas hypoleuca) és un ocell de la família dels petròicids (Petroicidae).

## Hàbitat i distribució
Habita els boscos, matolls i vegetació secundària a les Raja Ampat, a Waigeo, Salawati i Misool i Nova Guinea, a excepció de l'est i sud-est.